# Venturia tetragona
Venturia tetragona är en stekelart som beskrevs av David B. Wahl 1984. Venturia tetragona ingår i släktet Venturia och familjen brokparasitsteklar. Inga underarter finns listade i Catalogue of Life.